# Richard Edson
Richard Edson (* 1. ledna 1954 New Rochelle, New York, USA) je americký herec a muzikant. Mezi lety 1981-1982 hrál na bubny v rockové kapely Sonic Youth, což z něj dělá vůbec prvního bubeníka kapely. Byl také bubeníkem skupiny Konk. V současné době se spíše než hudbě věnuje herectví.